# Synema opulentum
Synema opulentum es una especie de araña cangrejo del género Synema, familia Thomisidae, orden Araneae.

## Distribución
Esta especie se encuentra en Asia: Vietnam e Indonesia (Sumatra).

## Taxonomía
Fue descrita por Simon en 1886.
Tratamiento taxonómico
La especie aparece registrada y publicada en Arachnides recueillis par M. A. Pavie (sous chef du service des postes au Cambodge) dans le royaume de Siam, au Cambodge et en Cochinchine. Actes de la Société Linnéenne de Bordeaux 40: 137–166.